# 2. Festival slovenske domoljubne pesmi Mati Domovina
2. Festival slovenske domoljubne pesmi Mati Domovina katerega ustanovitelj in direktor je Anton Krkovič, se je odvil 17. decembra 2013 v ŠD Brinje v Grosupljem.

## O prireditvi
Pireditev sta vodila Ana Pirkovič Tavčar in Domen Valič. Izvedenih je bilo 24 domoljubnih pesmi, ki so jih izvajali različni glasbeniki. Za glasbeno spremljavo so skrbeli Big Band RTV Slovenija in Simfonični orkester RTV Slovenija in Tamburaški orkester Šmartno in Dobrec, za vokalno pa Slovenski komorni zbor. Umetniški vodja festivala in dirigent je bil Patrik Greblo. Za dirigentsko palico sta prijela še Lojze Krajnčan in Helena Vidic. Oddajo pa so za TV občinstvo premierno predvajali 21. decembra 2013 na 1. programu RTV Slovenija. Častni gost prireditve je bil Slavko Avsenik.

## Lista
| #  | Skladba                                                 | Izvajalec/-ka                            |
| -- | ------------------------------------------------------- | ---------------------------------------- |
| 1  | »Moja dežela« (J. Golob / D. Velkaverh)                 | Slovenski komorni zbor                   |
| 2  | »Naša Slovenija« (B. Klavžar / J. Galič)                | Mladi Dolenjci                           |
| 3  | »Maj« (T. Kapušin / I. Sivec)                           | Obvezna smer                             |
| 4  | »Ne damo Slovenije« (O. Pestner)                        | Oto Pestner                              |
| 5  | »Svobodno sonce« (A. Klinar / D. Velkaverh)             | Mladi pevci šole Nade Žgur (KGBL)        |
| 6  | »Še en dan« (E. Herman / J. Dirnberk)                   | Gašper Rifelj                            |
| 7  | »In vendar še enkrat srce« (B. Ipavec)                  | Manca Izmajlova                          |
| 8  | »Doma« (J. Plestenjak)                                  | Jan Plestenjak                           |
| 9  | »Tu je moj dom« (E. Hrovatin / N. Dephanger, D. Mislej) | Enzo Hrovatin                            |
| 10 | »Oj, le šumi« (A. Funtek / D. Jenko)                    | Marcos Fink in Ana Dežman                |
| 11 | »Lastovka« (J. Robežnik / M. Jesih)                     | Nuška Drašček                            |
| 12 | »Domovina« (A. Funtek / D. Jenko)                       | Slovenski oktet                          |
| 13 | »Vračam se« (A. Soss / B. Šömen)                        | Nina Strnad                              |
| 14 | »Metliška črnina« (B. Henček / T. Gašperič)             | Tamburaški orkester Šmartno in Dobrec    |
| 15 | »Pod Špikom« (S.V. Avsenik / F. Souvan)                 | Vokalni-instrumentalni ansambel Gregorji |
| 16 | »Tam kjer murke cveto« (S.V. Avsenik / F. Souvan)       | Urška Arlič Gololičič                    |
| 17 | »Namesto koga roža cveti« (V. Kreslin)                  | Eroika                                   |
| 18 | »Ko zvonovi zapojo« (A. Šifrer)                         | Eroika                                   |
| 19 | »Domovini« (B. Ipavec / J. Razlag)                      | Slovenski oktet                          |
| 20 | »Poljane, dom prelepih dni« (M. Ferlež / A. Nipič)      | Marko Vozelj                             |
| 21 | »Zelena dežela« (M. Vlahovič / B. S. Kralj)             | Victory                                  |
| 22 | »Zate Slovenija« (T. Košmrlj)                           | Pop Design                               |
| 23 | »V meni bije slovensko srce« (G. Rijavec / I. Pirkovič) | Gianni Rijavec in Zidaniški kvintet      |
| 24 | »Mati Domovina« (T. Krkovič)                            | Oto Pestner                              |